# Кіндрал Курвіц

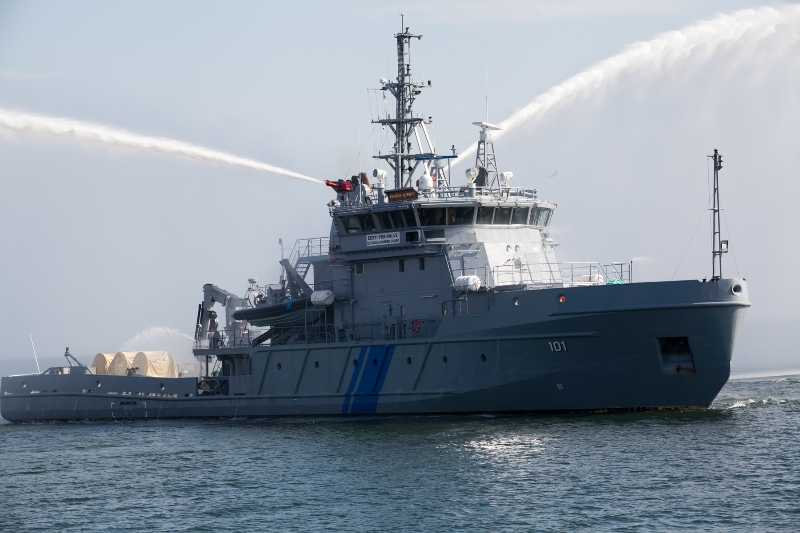
Багатоцільове судно «Кіндрал Курвіц» в 2013 році

«Кіндрал Курвіц» (P6731) — багатоцільове судно ВМС Естонії, що виконує широкий спектр завдань: пошуково-рятувальні операції, висвітлення надводної обстановки, ліквідація забруднення на воді, тощо.
З 2012 по 2022 рік це був флагманський корабель морської прикордонної охорони Департаменту поліції та прикордонної охорони з номером корабля PVL-101. З З січня 2023 року корабель розпочав експлуатацію у складі дивізіону патрульних кораблів ВМС Естонії.

## Опис
Конструкція та морехідність судна дозволяють проводити різноманітні операції у складних погодних умовах. 
Для ліквідації наслідків забруднення має на своєму борту бонове загородження для обмеження розливу нафти довжиною 200 метрів, а також резервуар на 100 м³ для збору нафти та обладнання, що може її збирати.
Судно має два човни: швидкісний катер RIB для пошуково-рятувальних операцій та алюмінієвий робочий катер.
У разі бойових дій на кораблі можливе встановлення деякої бортової зброї для самооборони.

## Історія
Багатоцільове судно для боротьби із забрудненням «Кіндрал Курвіц» спустили на воду у 2010 році і у 2012 році його ввели в експлуатацію. 
Корпус виготовили у Латвії на Рижському суднобудівному заводі, а добудовували у Фінляндії. Вартість корабля склала 33 мільйони євро, з яких 28 мільйонів надійшло від підтримки Європейського Союзу. Його назвали на честь Антса Курвіца, командира Естонської прикордонної охорони.  Хрещеною матір'ю корабля є Евелін Ільвес.
З моменту початку служби активно залучений до виконання завдань за призначенням.

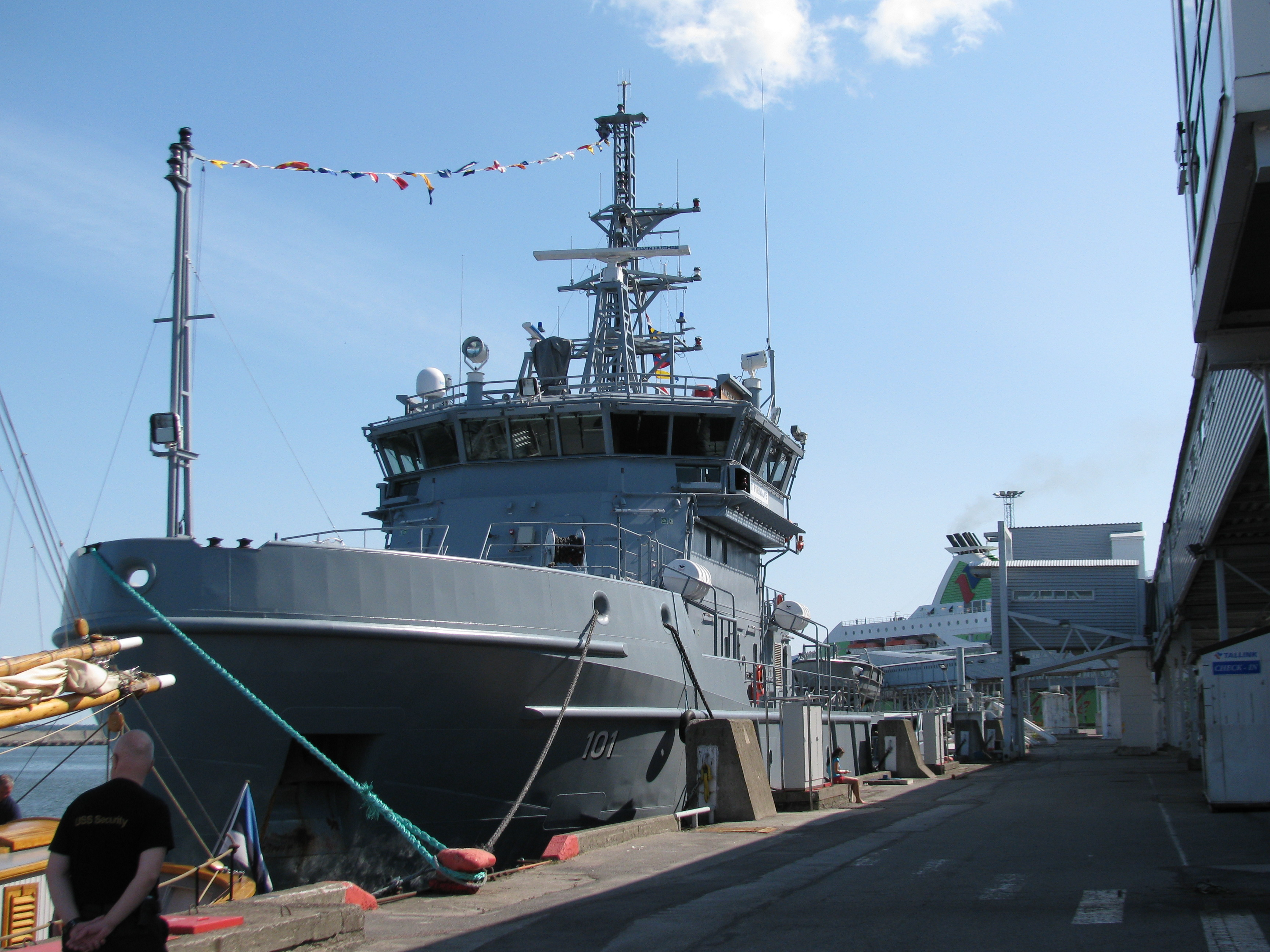
Генерал Курвіц у Старій гавані (2013)
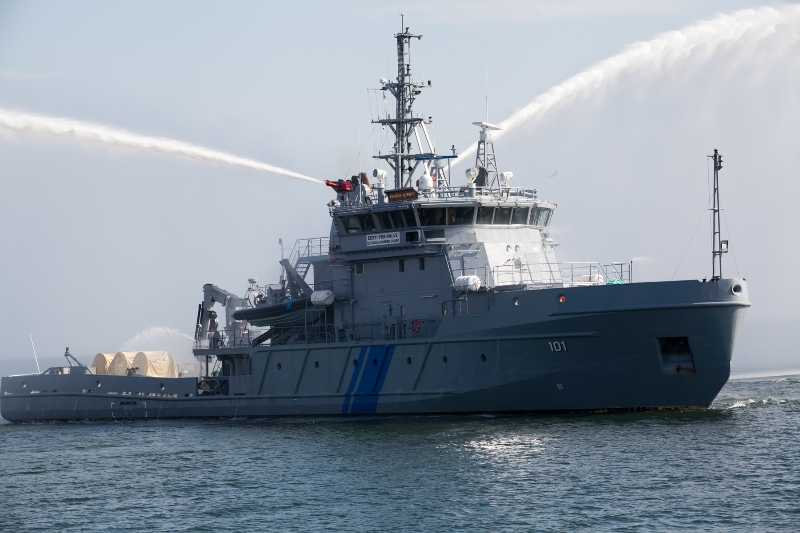
Генерал Курвіц (2013)
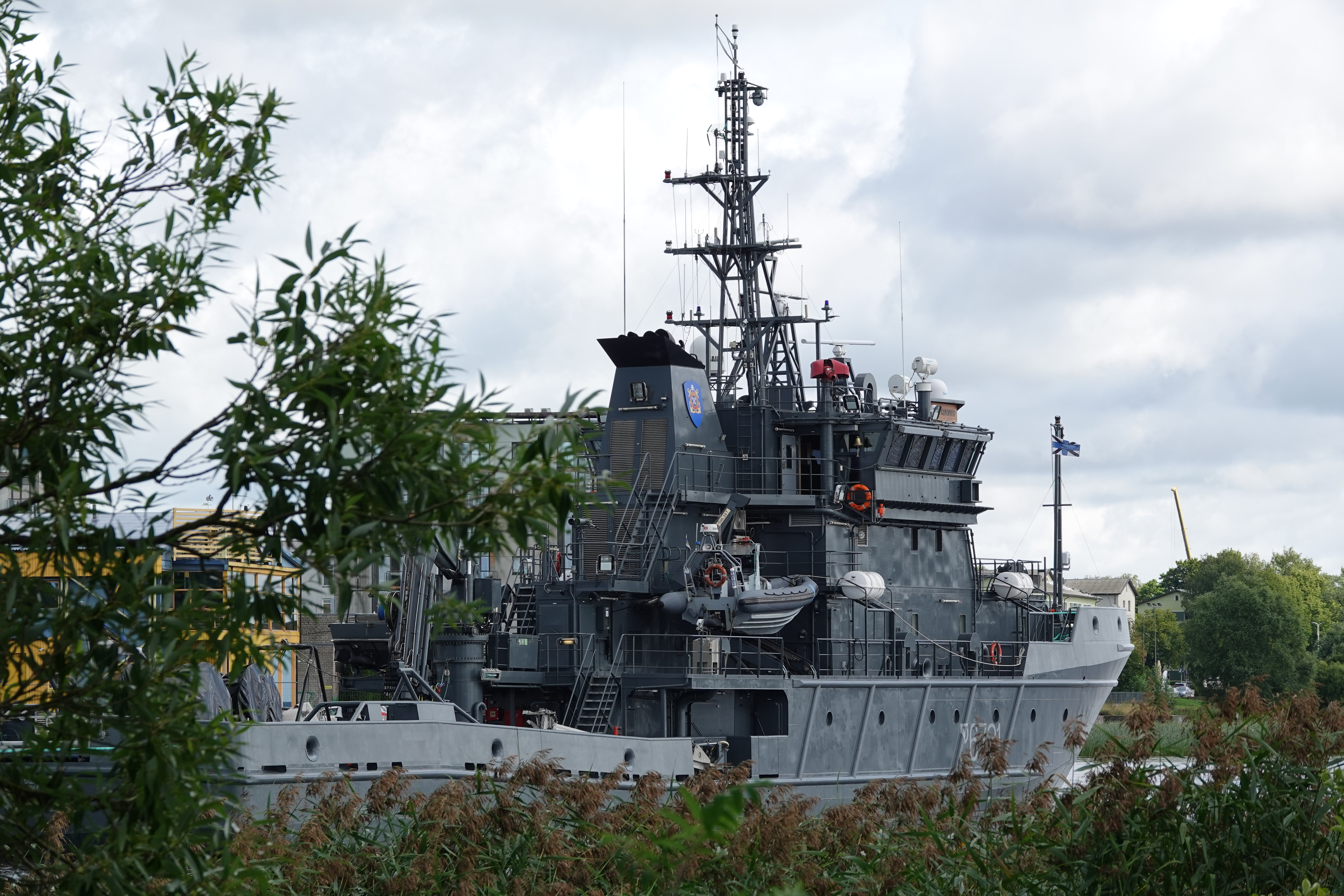
Генерал Курвіц у порту Пярну влітку 2024 року
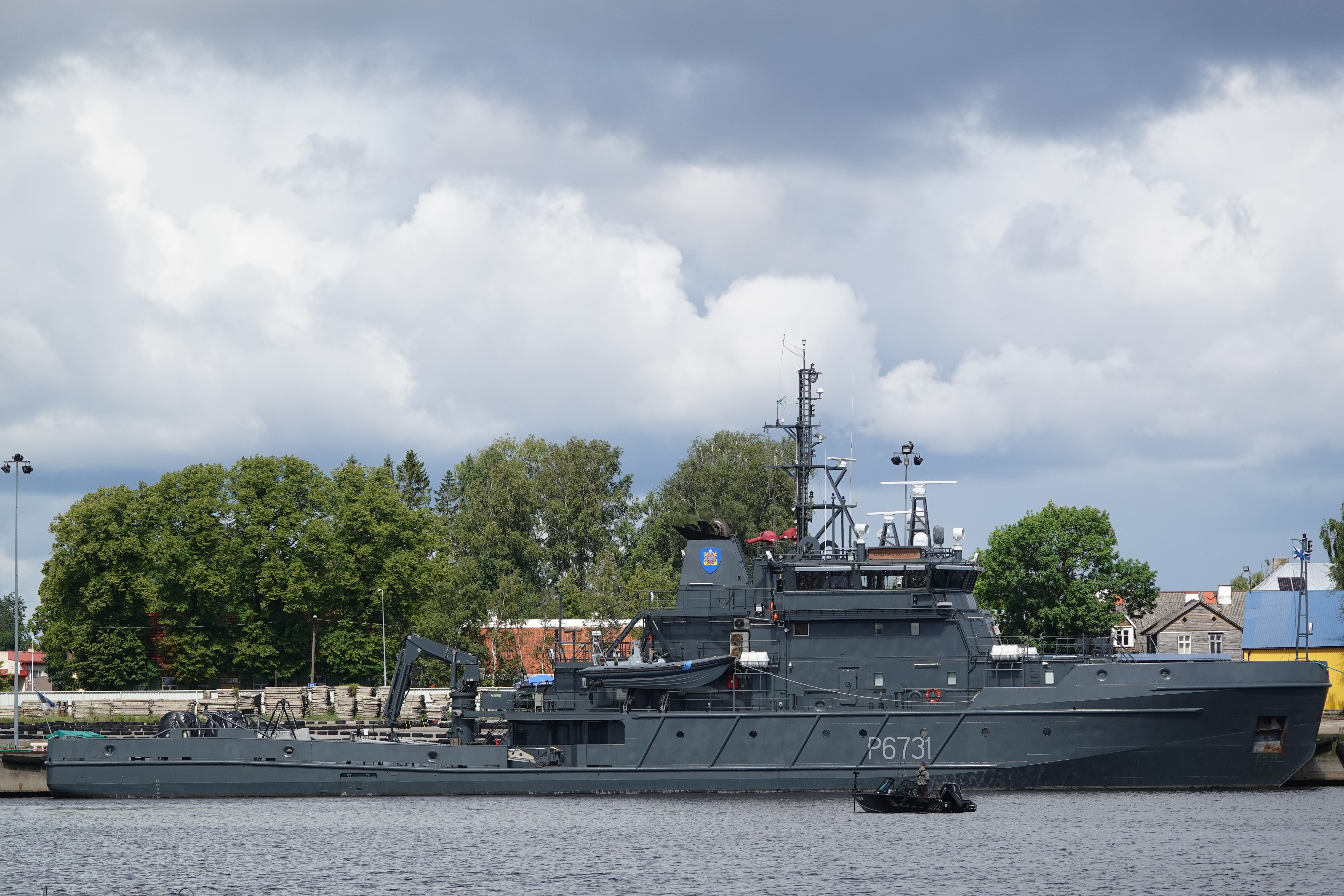
Генерал Курвіц у порту Пярну влітку 2024 року

## Технічні характеристики[3]
- Водотоннажність: 1367 тонн
- Довжина: 63,9 м
- Ширина:10,2 м
- Осадка: 4,2 м
- Льодовий клас: 1A+ FS